# Anne-Sophie Thilo
Anne-Sophie Thilo, née le 3 décembre 1987 à Lausanne, est une skipper suisse.

## Carrière
Anne-Sophie Thilo est médaillée d'argent des Championnats d'Europe de 470 en 2008 à Riva del Garda avec Emmanuelle Rol,. Le duo participe également aux Jeux olympiques d'été de 2008, terminant à la 17e place.